# (300210) 2006 WB152
(300210) 2006 WB152 es un asteroide perteneciente al cinturón exterior de asteroides, región del sistema solar que se encuentra entre las órbitas de Marte y Júpiter, descubierto el 21 de noviembre de 2006 por el equipo del Mount Lemmon Survey desde el Observatorio del Monte Lemmon, Arizona, Estados Unidos.

## Designación y nombre
Designado provisionalmente como 2006 WB152. 

## Características orbitales
2006 WB152 está situado a una distancia media del Sol de 3,235 ua, pudiendo alejarse hasta 3,603 ua y acercarse hasta 2,867 ua. Su excentricidad es 0,113 y la inclinación orbital 4,340 grados. Emplea 2125,79 días en completar una órbita alrededor del Sol.

## Características físicas
La magnitud absoluta de 2006 WB152 es 16,6. 